# Station Kobylin
Station Kobylin is een spoorwegstation in de Poolse plaats Kobylin.